# أندريه بيريرا
أندريه بيريرا هو سباح برازيلي، ولد في 7 ديسمبر 1993.

## روابط خارجية
- أندريه بيريرا على موقع الاتحاد الدولي للسباحة (الإنجليزية)
- أندريه بيريرا على موقع اللجنة الأولمبية الدولية (الإنجليزية)
- أندريه بيريرا على موقع أوليمبيديا (الإنجليزية)
- أندريه بيريرا على موقع اللجنة الأولمبية البرازيلية (البرتغالية)